# Ezekiel Alley
Ezequiel Lonlonvi Soumbey Alley (nacido en Tucson, Estados Unidos, el 14 de febrero de 1999) es un jugador de baloncesto con pasaporte de Togo que actualmente pertenece a la plantilla del Club Melilla Baloncesto de la Segunda FEB española. Con 1,85 metros de altura juega en la posición de escolta. 

## Trayectoria
Durante la temporada 2021-2022 juega en la NCAA con los Portland State Vikings, donde promedió 1,2 puntos, 3,5 rebotes y 2,4 asistencias por encuentro.
El 28 de julio de 2022, firma por el TAU Castelló de la LEB Oro.
El 21 de agosto de 2023, se incorpora al CB Prat de la Liga LEB Plata, en el que disputó 23 partidos, promediando 25 minutos, con un promedio de 12’7 puntos con un 43% de acierto en tiros de dos, 41% en triples y 76% en tiros libres.
El 17 de julio de 2024, firma por el Club Melilla Baloncesto de la Segunda FEB española.